# Ataque em Mogadíscio em outubro de 2017
O ataque em Mogadíscio em outubro de 2017 foi uma enorme explosão causada por um caminhão-bomba ocorrido em Mogadíscio, capital da Somália, que deixou ao menos 587 mortos e centenas de feridos no dia 14 de outubro.
Embora nenhum grupo tenha assumido responsabilidade, as autoridades senegalesas acreditam que o ataque foi feito por uma célula do grupo al-Shabaab, por conta da prisão de um membro-chave enquanto dirigia um segundo veículo repleto de explosivos para a cidade no dia da explosão.
Em resposta aos atentados, o presidente da Somália, Mohamed Abdullahi Mohamed declarou três dias de luto.

## Pano de fundo
Durante o verão de 2011, a região da África Oriental enfrentou uma seca e houve escassez de alimentos, particularmente na região Somali, forçando dezenas de milhares de pessoas a atravessar a fronteira da Etiópia e do Quênia para se refugiarem. O grupo Al-Shabaab ameaçou expulsar os grupos de ajuda que estavam trabalhando na área, ao que as tropas da AMISOM da União Africana entraram em ação para expulsar os guerrilheiros do Al-Shabaab da região.
Em julho de 2010, o Al-Shabaab também assumiu a responsabilidade por um atentado em Kampala, Uganda, em retaliação ao apoio e presença de Uganda na AMISOM.

## Ataque
Em 14 de outubro de 2017, um caminhão cheio de explosivos foi detonado perto do Safari Hotel no distrito de Hodan. Fontes próximas ao governo disseram que o caminhão continha uma mistura de explosivos de uso militar e explosivos caseiros. O caminhão tinha sido detido brevemente em um posto de controle, mas foi autorizado a prosseguir depois das autoridades locais o liberarem; em seguida, foi parado por agentes de segurança enquanto estava preso no congestionamento. Quando estava prestes a ser revistado, o motorista acelerou e colidiu com uma barreira, e o caminhão explodiu. Acredita-se que o alvo era um ministério do governo. O ataque foi agravado por um caminhão de combustível que estava estacionado próximo e pegou fogo na explosão. O prédio do Safari Hotel entrou em colapso, prendendo muitas pessoas sob seus escombros, e a construção da embaixada do Catar foi severamente danificada.
Um segundo caminhão-bomba também explodiu no mesmo dia, matando duas pessoas no distrito de Madina. Mais um veículo bomba foi interceptado e parado.

## Reações

### Internas
- Somália: Conforme o número de mortes foi aumentando no domingo, o presidente da Somália, Mohamed Abdullahi Mohamed, declarou três dias de luto nacional. Ele doou sangue para as vítimas e pediu a seus concidadãos para fazer o mesmo. "Os ataques terríveis de hoje provam que nada trava nosso inimigo na tentativa de causar dor e sofrimento ao nosso povo. Vamos unir contra o terrorismo," disse Mohamed no Twitter.[15] "Momento de se unir e orar juntos. O Terror não vai ganhar."[16]

### Internacionais
- Brasil: O Ministério das Relações Exteriores expressou, por meio de uma nota, que "o Governo brasileiro condena o atentado terrorista" e que "ao transmitir sua solidariedade aos familiares das vítimas, ao povo e ao Governo da Somália, o Brasil reafirma seu repúdio a todos os atos terroristas, quaisquer que sejam suas motivações, e reitera seu apoio aos esforços de consolidação das instituições somalis".[17]
- Reino Unido: O ministro dos negócios estrangeiros britânico, Boris Johnson, disse que o Reino Unido "condena nos termos mais fortes os covardes ataques em Mogadíscio, que tiraram tantas vidas inocentes".
- Estados Unidos: O Departamento de Estado expressou condolências às vítimas e desejos de uma rápida recuperação para os feridos. Os EUA chamam o ataque de "absurdo e covarde" e diz que ficará ao lado da Somália em sua luta contra o extremismo.[18]

## Vítimas
Em 16 de outubro, pelo menos 512 pessoas foram mortas no atentado. O total de mortes pode nunca ser conhecido com certeza, pois os restos de muitas pessoas podem não ser encontrados devido ao intenso calor da explosão, e outros podem ter sido enterrados rapidamente por parentes seguindo o costume islâmico. Por volta de 160 corpos não puderam ser reconhecidos e foram enterrados pelo governo um dia após o atentado. Mais de uma centena de feridos foram levados para o hospital de Madina.